# Kristiina Salonen
Kristiina Johanna Salonen, född 7 juni 1977 i Raumo, är en finländsk socialdemokratisk politiker. Hon är ledamot av Finlands riksdag sedan 2011.
Salonen blev omvald i riksdagsvalet 2015 med 9 560 röster från Satakunta valkrets.